# BONNY PINK
もしかして
- BONNIE PINK

ではありませんか？